# 소피코 치아우렐리
소피오 미헤일리스 아술리 "소피코" 치아우렐리(조지아어: სოფიო მიხეილის ასული "სოფიკო" ჭიაურელი, 러시아어: Софико́ Миха́йловна Чиауре́ли 소피코 미하일로브나 치아우렐리[*], 1937년 5월 21일 ~ 2008년 3월 2일)는 조지아의 배우이다. 영화 감독 세르게이 파라자노프의 뮤즈로 잘 알려져 있으며, 1976년에 그루지야 소비에트 사회주의 공화국 인민예술가, 1979년에 아르메니아  소비에트 사회주의 공화국 인민예술가 칭호를 받았다.

## 출연 작품
- 더 라이트하우스 (2006)
- 수람요새의 전설 (1984)
- 석류의 빛깔 (1968)